# Eunapios von Sardes
Eunapios von Sardes (altgriechisch Εὐνάπιος Eunápios, lateinisch Eunapius; * im Zeitraum 347–349 in Sardes; † nach 414) war ein spätantiker Philosoph, Geschichtsschreiber und Rhetoriklehrer. Er gehörte der neuplatonischen Richtung an. Das soziale Umfeld, dem er entstammte und in dem er sich zeitlebens bewegte, war die Welt der Philosophen und Rhetoriker, die als Anhänger der alten Religion zum damals im Römischen Reich vorherrschenden Christentum in Opposition standen.

## Leben
Der größte Teil der Fakten, die über Eunapios’ Leben bekannt sind, wird durch die Selbstzeugnisse in seiner Biographiensammlung von Sophisten überliefert.
Die Familie des Eunapios gehörte zur lokalen Prominenz seiner Heimatstadt Sardes, der Hauptstadt der Provinz Lydia im Westen Kleinasiens. Er war wohl mit dem Rhetor Eunapios verwandt, den die Lydier mit einer Gesandtschaftsreise zu Kaiser Julian betrauten; seine Cousine Melite heiratete den Neuplatoniker Chrysanthios von Sardes, den Julian zum Oberpriester der Provinz Lydia ernannte.
Eunapios wurde im Zeitraum von 347 bis 349 geboren. Die traditionelle Chronologie, der zufolge seine Geburt 345 oder 346 zu datieren ist, ist von Richard Goulet in einer eingehenden Untersuchung verworfen worden, doch ist Goulets Datierung (349) auf Widerspruch gestoßen; ein anderer Vorschlag lautet 347 oder 348. Folgt man Goulets Argumentation, so verschieben sich dementsprechend auch spätere Ereignisse. Seine erste Schulbildung erhielt Eunapios in seiner Heimatstadt bei Chrysanthios, der ihm grammatische und literarische Kenntnisse beibrachte. Eunapios gibt an, dass seine Familie ihn in seinem sechzehnten Lebensjahr zum Studium nach Athen schickte; er sollte sich für eine Tätigkeit als Sophist qualifizieren. Sein dortiger Lehrer war der dem christlichen Glauben anhängende berühmte Sophist Prohairesios, bei dem er rund fünf Jahre blieb und den er als väterlichen Freund beschreibt. Er besuchte aber auch den Unterricht des Diophantos und Sopolis, die Konkurrenten des Prohairesios waren. Seine Familie war zwar, wie aus seinen Worten hervorgeht, relativ arm, konnte sich aber immerhin diese Ausbildung für ihn leisten. Während seiner Studienzeit wurde er in die Mysterien von Eleusis durch den namentlich nicht genannten Hierophanten eingeweiht, bei dem auch Kaiser Julian seine Initiation empfangen hatte.
Nach der fünfjährigen Studienzeit verließ er Athen, nachdem der schon sehr betagte Prohairesios seine Lehrtätigkeit eingestellt hatte. Er wollte sich nach Ägypten begeben, vielleicht um sich dort medizinische Kenntnisse anzueignen, wurde aber von seinen Eltern nach Sardes zurückgerufen, da er dort den Beruf eines Rhetoriklehrers ausüben sollte. In Sardes setzte er sein Philosophiestudium bei Chrysanthios fort, dessen Vertrauter er bis zum Tod des verehrten Lehrers um 390 blieb. Er suchte auch den berühmten Neuplatoniker Maximos von Ephesos auf und nahm an seinem Unterricht teil. 414 muss Eunapios noch am Leben gewesen sein; sein späteres Schicksal ist unbekannt.
Ein Freund des Eunapios war Oreibasios von Pergamon, der Leibarzt Kaiser Julians. Oreibasios, der ein bedeutender medizinischer Schriftsteller war, verfasste auf Wunsch des Eunapios ein medizinisches Handbuch, das er ihm widmete, und regte ihn seinerseits zur Abfassung seines Geschichtswerks an. Eunapios interessierte sich für medizinische Fragen und besaß auf diesem Gebiet einige Kenntnisse. So wirkte er mehrmals bei Aderlässen des Chrysanthios mit, auch bei dessen letztem, tödlich verlaufenden Aderlass, wobei er sich zusammen mit Oreibasios umsonst bemühte, das Leben seines betagten Lehrers zu erhalten.

## Werke

### Historien
Eunapios verfasste ein Geschichtswerk in griechischer Sprache, das gewöhnlich als Historien bezeichnet wird; der ursprüngliche Titel lautete wohl Historische Aufzeichnungen (historiká hypomnḗmata) oder Geschichte nach Dexippos (historía hē metá Déxippon). Die letztere Bezeichnung bezieht sich darauf, dass Eunapios die Historien als Fortsetzung der von Dexippos verfassten Chronika betrachtete; daher begann er mit dem Jahr 270, dem Todesjahr des Kaisers Claudius Gothicus, mit dessen Regierungszeit Dexippos dieses Werk beendet hatte.
Von den 14 Büchern, aus denen die Historien bestanden, sind nur umfangreiche Fragmente erhalten geblieben. Über die Stadien der Abfassung und das Ende des behandelten Zeitraums gehen in der Forschung die Meinungen auseinander. In einer der Fassungen führte Eunapios seine Darstellung bis zum Jahr 404; vermutlich erweiterte er sie später um Nachrichten aus der Zeit bis (mindestens) 414. Jedenfalls ist von Entstehung des Werks in Etappen auszugehen. Es war wohl mindestens eine Fassung bereits im Umlauf, bevor die mit dem Jahr 404 endende entstand. Als Endjahr einer älteren Version sind die Jahre 364 (Todesjahr des Kaisers Jovian), 378 (Tod des Kaisers Valens), 383 (ungefähr), 395 (Tod Kaiser Theodosius’ I.) und 396 in Betracht gezogen worden.
Während die etappenweise Erweiterung des dargestellten Zeitraums unzweifelhaft ist und nur deren Einzelheiten unklar sind, bestehen hinsichtlich der Frage einer inhaltlichen Überarbeitung durch den Autor grundsätzliche Meinungsverschiedenheiten in der Forschung. In einer überarbeiteten Fassung (néa ékdosis), die im 9. Jahrhundert dem byzantinischen Gelehrten Photios neben einer älteren vollständig vorlag, war die scharf antichristliche Tendenz durch Entfernung einer Reihe von Passagen abgemildert; der behandelte Zeitraum war Photios’ Bericht zufolge der gleiche (bis 404) und die Überarbeitung war auf so achtlose Weise erfolgt, dass der Sinnzusammenhang empfindlich gestört wurde. Ob die Unterschiede zwischen den Fassungen ausschließlich auf Eingriffe eines späteren christlichen Bearbeiters, der antichristliche Polemik teilweise entfernte, zurückzuführen sind oder ob sowohl der Autor selbst als auch ein Christ inhaltliche Änderungen vornahmen, wird in der Forschung kontrovers diskutiert. Auf jeden Fall ist von Bearbeitung durch einen Christen auszugehen; unklar ist, ob aus einer Äußerung des Eunapios hervorgeht, dass er selbst eine Neufassung geschrieben hat.
Die Historien stellten die Reichsgeschichte in der Art einer Chronik dar. Die Ausführlichkeit der Schilderung variierte stark; die ersten neun Jahrzehnte Reichsgeschichte (270–360) fanden im ersten Buch Platz, das zweite Buch schilderte die Jugend Kaiser Julians, der Rest des behandelten Zeitraums wurde auf die übrigen zwölf Bücher verteilt, wobei Julians kurze Regierungszeit (360–363) breiten Raum einnahm. Für chronologische Fragen interessierte sich Eunapios nicht, vielmehr bezeichnete er sie als unwesentlich für das Verständnis der Geschichte; daher pflegte er sich auf die Nennung des jeweils regierenden Kaisers zu beschränken und auf genauere zeitliche Bestimmungen zu verzichten. Damit grenzte er sich von der Vorgehensweise des Dexippos ab, die er kritisierte.
Eine zentrale Gestalt in den Historien ist der christenfeindliche Kaiser Julian, den Eunapios panegyrisch preist und als idealen Herrscher stilisiert. Trotz seiner Bewunderung für Julian ist jedoch seine Einschätzung dieses Kaisers nicht gänzlich unkritisch. Christliche Kaiser wie Konstantin den Großen und Theodosius I. stellt er in sehr ungünstigem Licht dar. Theodosius’ Versuche, germanische Kräfte für die Stabilisierung des Reichs nutzbar zu machen, hält er für ebenso verfehlt wie die exzessive Steuereintreibung; außerdem wirft er ihm luxuriöse Lebensführung vor. Andererseits spendet er dem ebenfalls christlichen Kaiser Valentinian II. uneingeschränktes Lob. Generell ist Eunapios’ Beschreibung von Leben und Taten der Kaiser stark von propagandistischen Erfindungen geprägt, obwohl er seine Wahrheitsliebe betont. Den Niedergang des Reichs führt er auf die Abwendung von der früheren Staatsreligion zurück, wodurch die Gunst der göttlichen Vorsehung abhandengekommen sei.
Für den Perserkrieg Julians diente Eunapios ein schriftlicher Bericht des Augenzeugen Oreibasios über den Feldzug als Quelle. Ereignissen im Westen des Imperiums scheint Eunapios relativ wenig Beachtung geschenkt zu haben. Einer Hypothese zufolge benutzte er dafür eine lateinische Quelle, bei der es sich um die (verlorenen) Annalen des Virius Nicomachus Flavianus handeln könnte. Stilistisch war neben Herodot ein Geschichtsschreiber des 3. Jahrhunderts, Herodian, sein Vorbild, dessen rhetorische Schmuckmittel er schätzte.

### Biographiensammlung

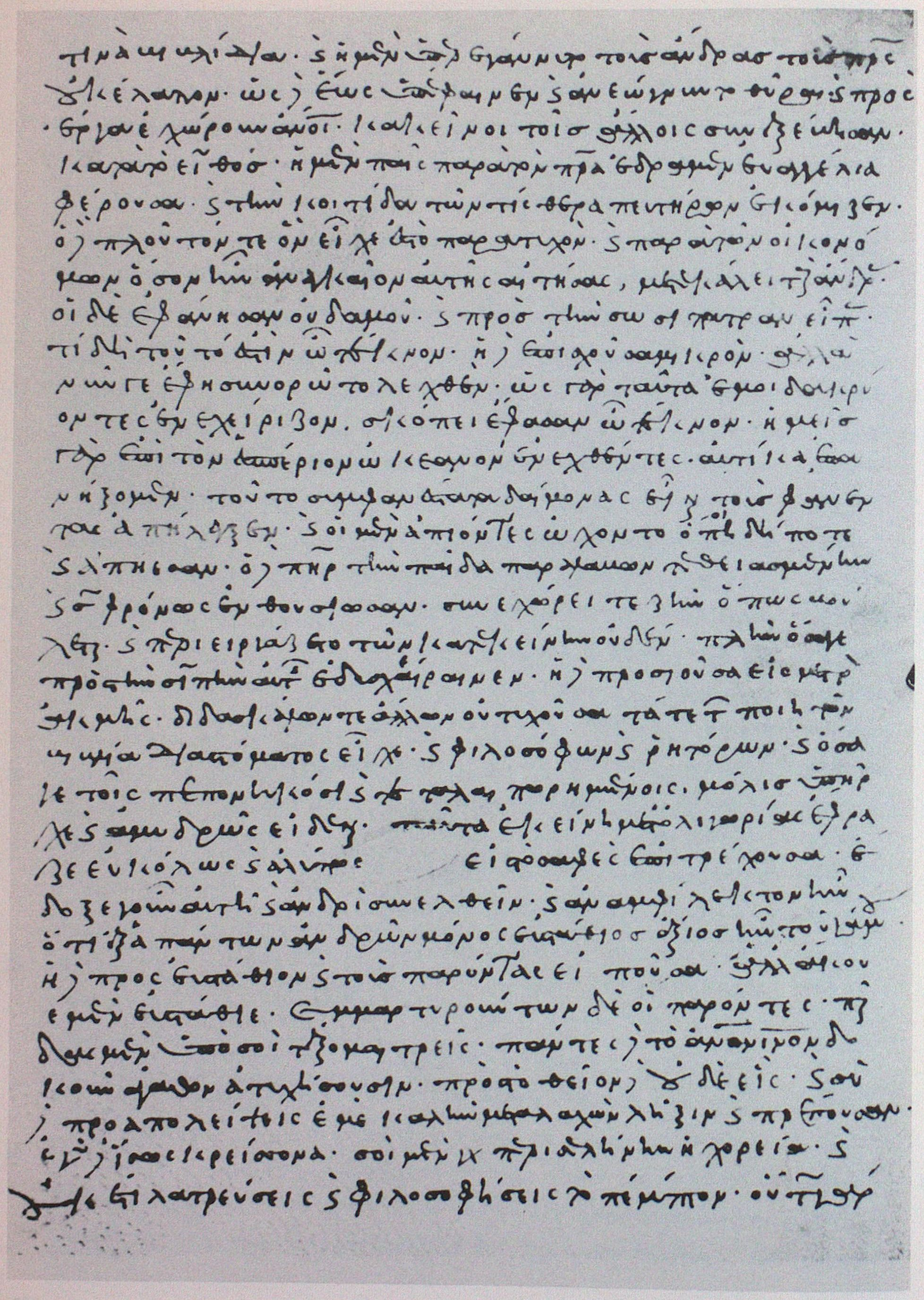
Eine Seite einer Handschrift der Vitae sophistarum. Florenz, Biblioteca Medicea Laurenziana, Plut. 86.7, fol. 229r (Ende des 12. Jahrhunderts)

Eunapios verfasste nach 396 (möglicherweise 399 oder zu Beginn des 5. Jahrhunderts) ein Werk mit dem Titel „Leben der Philosophen und der Sophisten“ (gewöhnlich lateinisch kurz als Vitae sophistarum bezeichnet). Diese Schrift, die 24 Biographien von Intellektuellen umfasst, ist vollständig erhalten. Zu den biographisch porträtierten Persönlichkeiten zählen insbesondere die Neuplatoniker Porphyrios, Iamblichos von Chalkis, Aidesios, Sopatros von Apameia, Eustathios und dessen Frau Sosipatra, Maximos von Ephesos, Priskos und Chrysanthios von Sardes. Weitere Lebensbeschreibungen handeln von Sophisten und Rednern wie Prohairesios, Libanios und Himerios sowie von vier iatrosophistischen Ärzten, darunter Oreibasios. Alle behandelten Persönlichkeiten gehörten dem griechischen Kulturkreis an. Da sie zum Teil Zeitgenossen des Autors waren, konnte er auch auf eigene Erinnerungen zurückgreifen. In seiner Einleitung beruft er sich auf mündliche Überlieferung, deren Zuverlässigkeit zwar zweifelhaft sei, der aber doch erhebliche Bedeutung zukomme, da nur wenige schriftliche Quellen zur Verfügung stünden. Anschließend weist er auf ältere biographische Literatur hin, wobei er unter anderem Porphyrios und Philostratos nennt.
Unter dem Gesichtspunkt der unterschiedlichen Überlieferungslage teilt Eunapios zunächst in der Einleitung die ältere Geschichte der Philosophie und der Rhetorik in drei Zeiträume ein. Später kommt er auf das Thema zurück und nimmt eine neue, vierteilige Periodisierung der gesamten Philosophie- und Rhetorikgeschichte bis zu seiner Gegenwart vor; die letzte Periode beginnt im 3. Jahrhundert und umfasst noch seine Zeitgenossen, sie allein ist das Thema seiner Schrift. Den Anstoß zu seinem Konzept einer Gliederung der Philosophiegeschichte nach einzelnen Blütezeiten verdankt er Philostratos, dessen Einfluss auf ihn beträchtlich ist, obwohl Eunapios eine flüchtige Arbeitsweise seines Vorgängers bemängelt.
Als kulturgeschichtliche Quelle sind die Biographien des Eunapios, zumal die Schilderungen zeitgenössischer Verhältnisse und Ereignisse, von hohem Wert. Sie vermitteln einen detaillierten Eindruck von der Gedankenwelt der Kreise, auf die sich Kaiser Julian stützte, als er seinen kurzlebigen Versuch einer Erneuerung der alten Religion und Zurückdrängung des Christentums unternahm. Eunapios beschreibt in den einzelnen Porträts beispielhaft sein Ideal der Tugendhaftigkeit und philosophischen Lebensführung, womit er offenbar ein Gegenbild zum Heiligkeitsideal der christlichen Hagiographie präsentieren will. Dennoch verschweigt er einzelne negative Charakterzüge seiner Helden nicht. Bei der Charakterisierung der verschiedenen Gestalten geht es ihm in erster Linie nicht um individuelle Besonderheiten, sondern um das Exemplarische. Sein besonderes Interesse gilt den persönlichen Beziehungen zwischen den Neuplatonikern, ihrer biographischen Verflechtung und ihrer gemeinsamen Geisteshaltung und Spiritualität. Eine zentrale Rolle schreibt er Iamblichos zu, in dessen Wirken er den Ausgangspunkt der Blüte des Neuplatonismus sieht. Ebenso wie im Geschichtswerk ist ihm auch hier die positive Darstellung der Kulturpolitik Kaiser Julians ein wichtiges Anliegen; die persönlichen Beziehungen des Kaisers zu den einzelnen dargestellten Persönlichkeiten vermerkt er präzis und beschreibt er mit Sorgfalt. Bei der Schilderung der religiösen Konflikte drückt er seine tiefe Verachtung für den Märtyrerkult der Christen und für das Mönchtum offen aus; in den Mönchen sieht er Menschen, die ein Schweineleben führen.
In die Darstellung länger zurückliegender Zeiten (Biographie des Porphyrios) sind frei erfundene, teils romanhafte Elemente eingeflossen. Stilistisch folgt Eunapios dem Vorbild von Philostratos’ „Biographien der Sophisten“ und steigert dabei sogar die dortigen Tendenzen. Sein Stil wirkt uneinheitlich und gekünstelt.

## Rezeption

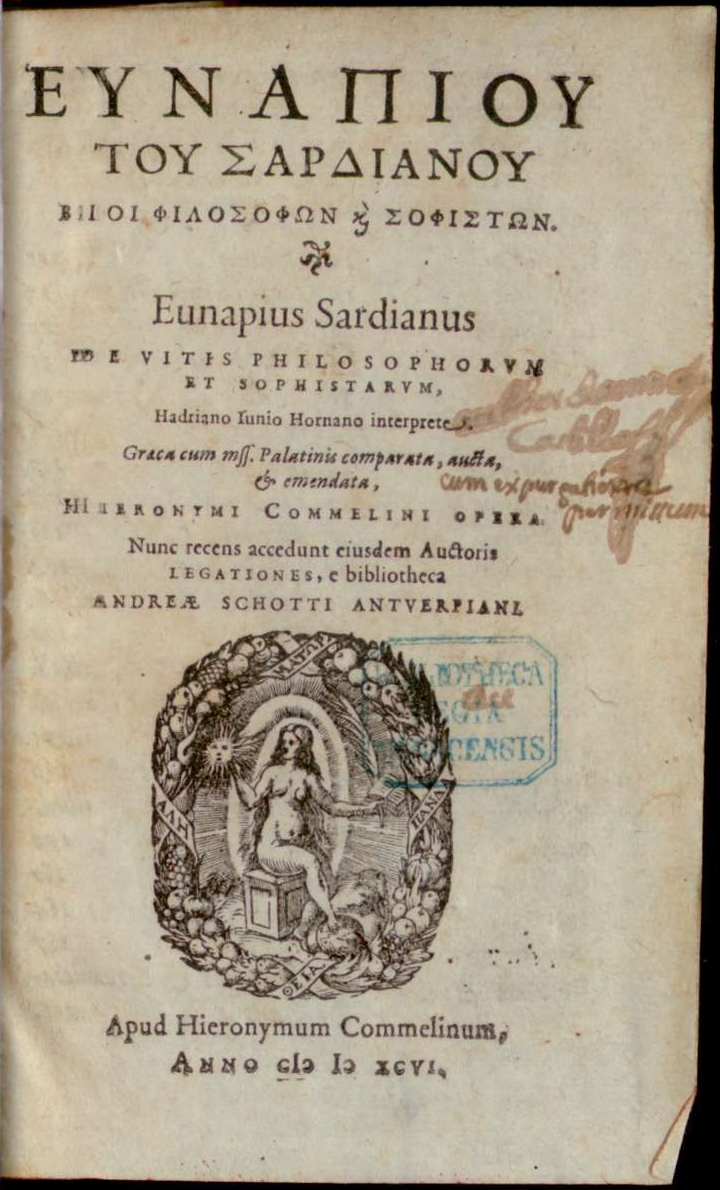
Eunapios, Vitae sophistarum, Titelblatt einer 1596 in Heidelberg erschienenen Ausgabe

Zosimos verwendete die Historien für seine „Neue Geschichte“ der Römischen Kaiserzeit. Photios berichtet von sehr weitreichender Übereinstimmung der beiden Quellen. Die Frage, inwieweit dies zutrifft, wird von den Althistorikern unterschiedlich beurteilt. Jedenfalls ist die Darstellung des Zosimos, der sich ab dem 5. Buch seines Geschichtswerks dann auf Olympiodoros von Theben stützte, insgesamt wesentlich knapper als die des Eunapios.
In der Forschung ist die Ansicht vertreten worden, dass Ammianus Marcellinus Material aus den Historien verwertet haben könnte, zumindest bei der Schilderung von Kaiser Julians Perserfeldzug. Diese Hypothese hat sich aber nicht durchgesetzt. Auch für die Historia Augusta (in neuerer Zeit allerdings weniger), die Epitome de Caesaribus und die Chronik des Hieronymus werden die Historien als Quelle erwogen. Ferner hat sie der Kirchengeschichtsschreiber Philostorgios benutzt. Ob auch der Kirchengeschichtsschreiber Sozomenos die Historien herangezogen hat, wie oft angenommen wird, ist zweifelhaft. Gesichert ist hingegen, dass Petros Patrikios und Johannes von Antiochia zu den Benutzern der Historien gehörten.
Die überarbeitete Fassung der Historien (nea ekdosis) lag im 9. Jahrhundert Photios vollständig vor, ebenso wie eine ältere Version, mit der er sie verglich. Er kritisierte den Stil des Werks und verurteilte die Angriffe auf die christlichen Kaiser.
Anscheinend hat der byzantinische Gelehrte Arethas von Caesarea eine Abschrift der nea ekdosis der Historien mit Scholien versehen. Die Anfertiger zweier Auszugsammlungen, der Excerpta de sententiis und der Excerpta de legationibus, die im Auftrag des Kaisers Konstantin Porphyrogennetos († 959) arbeiteten, entnahmen der nea ekdosis (vermutlich der Abschrift des Arethas) eine Reihe von Passagen. Auch in der Suda, einer byzantinischen Enzyklopädie des 10. Jahrhunderts, findet sich Material aus den Historien.
Die Vitae sophistarum fanden in der Spätantike und im Mittelalter offenbar wenig Anklang; es sind nur zwei mittelalterliche Handschriften bekannt, die aus dem 12. bzw. 14. Jahrhundert stammen. Zu dieser bescheidenen Rezeption dürfte neben der christenfeindlichen Tendenz auch der eigenwillige Stil, der die Lektüre erschwert, beigetragen haben. In der Renaissance wurde das Werk durch eine Reihe von Abschriften in Humanistenkreisen bekannt, doch erschien der erste, von Hadrianus Junius besorgte Druck erst 1568 in Antwerpen. Dabei handelt es sich um eine zweisprachige griechische und lateinische Ausgabe. Eine längere Zeit maßgebliche Edition veröffentlichte Jean François Boissonade de Fontarabie 1822 in Amsterdam.
In der althistorischen Forschung wird Eunapios’ Leistung als Geschichtsschreiber generell negativ beurteilt, wobei auf seine bewusste Geringschätzung der Chronologie und auf die propagandistischen Erfindungen hingewiesen wird. Der hohe Wert seiner Werke als kulturgeschichtliche Quellen für seine Zeit und sein Milieu wird jedoch gewürdigt.

## Textausgaben und Übersetzungen
- Matthias Becker: Eunapios aus Sardes. Biographien über Philosophen und Sophisten. Einleitung, Übersetzung, Kommentar (= Roma Aeterna. Band 1). Franz Steiner, Stuttgart 2013, ISBN 978-3-515-10303-9 (erste deutsche Übersetzung mit umfangreichem Kommentar).
- Roger C. Blockley (Hrsg.): The Fragmentary Classicising Historians of the Later Roman Empire. Eunapius, Olympiodorus, Priscus and Malchus. Cairns, Liverpool 1981–1983.
  - Band 1, 1981, S. 1–26, 97–106, ISBN 0-905205-07-3 (Einführung).
  - Band 2, 1983, S. 1–150, ISBN 0-905205-15-4 (griechischer Text der Fragmente des Geschichtswerks mit englischer Übersetzung).
- Maurizio Civiletti: Eunapio di Sardi: Vite di Filosofi e Sofisti. Mailand 2007, ISBN 978-88-452-5841-1 (griechischer Text mit italienischer Übersetzung und umfangreichem Kommentar).
- Olivier D'Jeranian: Eunape de Sardes. Vies de philosophes et de sophistes. Houilles 2009, ISBN 978-2-84578-101-6 (französische Übersetzung mit einer kurzen Einführung und einigen Anmerkungen).
- Giuseppe Giangrande (Hrsg.): Eunapii vitae sophistarum. Istituto Poligrafico dello Stato, Rom 1956 (kritische Edition).
- Richard Goulet (Hrsg.): Eunape de Sardes: Vies de philosophes et de sophistes. 2 Bände, Les Belles Lettres, Paris 2014, ISBN 978-2-251-00592-8 (kritische Edition mit französischer Übersetzung, umfangreicher Einleitung und Kommentar).